# حلمي سمارة
حلمي شاكر سمارة، (1920 – 2 أبريل 2002) هو عالِم وبروفيسور فلسطيني في الرياضيات والفيزياء والفيزياء الرياضية وميكانيكا الكم، وُلِدَ في مدينة طولكرم الفلسطينية، ودرس البكالوريوس والماجستير والدكتوراه في إنجلترا، وعمل أستاذًا جامعيًا في العراق في كُلٍ من دار المعلمين العالية وجامعة بغداد، كما كان أستاذًا جامعيًا في كلية لندن الإمبراطورية في لندن.

## سيرته
وُلِدَ حلمي شاكر سمارة في مدينة طولكرم بفلسطين عام 1920، ليصبح لاحقًا أحد أبرز علماء مدينته. تلقى تعليمه الابتدائي والإعدادي في مدارس مدينة طولكرم، ثم التحق بالكلية العربية في القدس والتي أنهى فيها تعليمه الثانوي عام 1938 حاصلًا على شهادة "المترك" بتفوق.
لِتفوقه في امتحان "المترك" فقد أرسلته بالكلية العربية في بعثةٍ دراسيةٍ للدراسة في جامعات المملكة المتحدة، فالتحق بجامعة نوتنغهام في إنجلترا عام 1939 لدراسة الرياضيات والتي حصل منها على شهادة البكالوريوس في الرياضيات عام 1943، ثم واصل دراسته العليا في ذات الجامعة عام 1943 حيث حصل منها على درجة الماجستير في الرياضيات والفيزياء عام 1945، وبعد ذلك التحق بجامعة كامبريدج في إنجلترا عام 1945 والتي نال منها عام 1947 درجة الدكتوراه في ميكانيكا الكم وهو العلم الذي يجمع بين الرياضيات والفيزياء.
اُنتخب في 27 أكتوبر 1944 عضوًا في الجمعية الفيزيائية في لندن [الإنجليزية]، ومعه أيضًا اُنتخب فيزيائيين بارزين آخرين، في ضوء اجتماعٍ علميٍ للجمعية عُقد في كلية لندن الإمبراطورية ذلك اليوم برئاسة رئيس الجمعية إدوارد اندرادي وجرى فيه انتخاب أعضاء في الجمعية.
شارك سمارة عام 1946 في مؤتمرٍ عالميٍ للذرّة، وفي صيف عام 1947 عاد إلى فلسطين بعد حصوله على الدكتوراه وعمل أستاذًا في الكلية العربية بالقدس، ولم يمضِ وقتٌ قليلٌ حتى وقعت النكبة الفلسطينية عام 1948، فغادر إلى العراق أواخر عام 1948 بعد أن تعاقدت معه وزارة المعارف العراقية.
عمل منذ أواخر عام 1948 في بغداد أستاذًا في دار المعلمين العالية ومحاضرًا في كُليتي الهندسة والعلوم في جامعة بغداد. وكان قد ساهم عام 1949 في تأسيس "كلية العلوم والآداب" في جامعة بغداد، وفي عام 1952 أسس "قسم الرياضيات" في جامعة بغداد بشكلٍ مستقلٍ وتولى رئاسة القسم، فكان أولُ رئيسٍ للقِسم منذ تأسيسه.
قادهُ عِلمهُ في الرياضيات والفيزياء ليكون أولُ عربيٍ في تاريخ الصناعة النفطية؛ إذ قدم أبحاثًا ودراساتٍ علميةٍ ومعادلاتٍ عدديةٍ في الرياضيات والفيزياء حول استخراج النفط بالعلاقة مع متغيراتٍ عدةٍ كزاوية الميل والزمن وتغير الضغط وغيرها، فساعدت هذه الأبحاث في تطوير استخراج النفط. وعليه تبوأ في الستينات منصب مدير عام شركة نفط العراق في مدينة كركوك العراقية ثم شركة النفط الوطنية العراقية بعد التأميم، وخلال فترة عمله مديرًا عامًا للشركة فقد عمل أيضًا على توسيع محطة ضخ المياه في مدينة كركوك ومد خط مياه جديد بطول 45 كيلومترًا، وفي عام 1969 أقالته الحكومة العراقية ومجلس قيادة الثورة العراقي من منصبه مديرًا عامًا للشركة واعتقلته لعدة أشهر عقب تسلم حزب البعث العربي حُكم البلاد، وبعد أن أطلقت سراحه غادر سمارة العراق بصورةٍ نهائية.
عمل في السبعينات وأوائل الثمانينات أستاذًا في قسم التحليل العددي في كلية لندن الإمبراطورية في لندن، كما استضافته عددٌ من الجامعات والمعاهد العربية لإلقاء محاضراتٍ علميةٍ في الرياضيات منها جامعة الكويت ومعهد الكويت للأبحاث العلمية، ثم انتقل في الثمانينات إلى قطر حيث تولى منصب مستشار لوزير المالية والبترول القطري، وفي يونيو 1996 اختير عضوًا في مجلس أمناء جامعة العلوم التطبيقية في الأردن.

## مؤلفاته
قدم حلمي سمارة عددًا من المؤلفات والنظريات والأبحاث في مجال الرياضيات، من أبرزها:
- "Evaluation Of The Slope Of Oil/Water Interface And Its Changes With Time" (تقييم ميل واجهة النفط/الماء وتغيراته مع الزمن)، باللغة الإنجليزية، يناير 1961، بغداد،[22] وقُدِمَ هذا البحث في الاجتماع الإقليمي لجمعية مهندسي البترول في الشرق الأوسط في مارس 1961 في الظهران في المملكة العربية السعودية.[17]

- "Resolución numérica de ecuaciones diferenciales: formulación operacional del método Tau" (الدقة العددية للمعادلات التفاضلية: صياغة عملية لطريقة تاو)، باللغة الإسبانية، عام 1979، من منشورات "معهد بيبو ليفي للرياضيات" بجامعة روساريو الوطنية في الأرجنتين.[23][24][25]

## جوائز
نال حلمي سمارة عددًا من الجوائز العلمية، من أبرزها:
- نال في المملكة المتحدة عام 1942 جائزة "لوبوك" في الرياضيات من جامعة لندن (The Lubbock Prize)،[4][26] بعد ثلاثة سنوات من دراسته في جامعة نوتنغهام، وذلك لحصوله على المركز الأول في امتحانات درجة البكالوريوس في الرياضيات بين كافة طلبة المملكة المتحدة الذي اختبرتهم جامعة لندن.[4] وهي ذات الجائزة التي نالها عددٌ من علماء الرياضيات البارزين في سنواتٍ مُختلفةٍ كان منهم فاليري مايرسكوف [الإنجليزية]،[27] وأوبري ويليام إنجلتون [الإنجليزية].[28]

- فاز عام 1952 بمنحةٍ دراسيةٍ للدراسات العليا من جامعة واشنطن في سانت لويس في الولايات المتحدة ضمن 54 فائزًا من حول العالم.[29]

## قالوا عنه
- قال عنه الأديب الفلسطيني جبرا إبراهيم جبرا: «عرفتُ حلمي طالبًا في الكلية العربية.. وكان يملأ أروقة الكلية بصخب جدالاته الدائمة مع هذا الطالب وذاك؛ فقد كان يتمتع بذكاءٍ خارقٍ، وكان عبقريًا في الرياضيات تحديدًا.. وإذا كانت بغداد قد عرفت عبقرية في العلوم غير الدكتور عبد الجبار عبد الله، فلا شك أنه كان هذا الشاب ذو العينين الخضراوين (حلمي) القادم من فلسطين دوى صوته مجددًا في أروقة الكليات التي لم يعرف طلابها أستاذًا يضاهيه ذكاءً ومعرفةً وسرعةً بديهةً وقدرةً على حل مسائل الرياضيات والفيزياء المعقدة».[4]

## وفاته
تُوفي حلمي سمارة في 2 أبريل 2002 عن عمرٍ يُناهز حوالي 82 عامًا.